# N-butylacetaat
n-butylacetaat, (IUPAC-naam: n-butylethanoaat) is een organische verbinding, meer precies een ester. In zuivere vorm is de stof een kleurloze, ontvlambare vloeistof met een banaan-achtige geur.
Behalve n-butylacetaat bestaan er drie isomere acetaatesters: isobutylacetaat, tert-butylacetaat, en sec-butylacetaat.

## Synthese
n-butylacetaat ontstaat door de verestering van azijnzuur met 1-butanol; zwavelzuur is hierbij de katalysator:

Synthese van n-butylacetaat

## Toepassingen
n-butylacetaat is een veelgebruikt oplosmiddel in bijvoorbeeld lakken of plastiek lijm. Daarnaast wordt het ook gebruikt als (synthetische) geurstof in snoep, ijs, kaas en allerlei gebak. De stof komt niet alleen als synthetische smaakstof voor. In verschillende vruchten komt het, samen met andere stoffen, voor in het mengsel dat verantwoordelijk is voor de karakteristieke geur ervan. In appels, met name in Red Delicious, is n-butylacetaat deels verantwoordelijk voor de geur.